# Ингердах
Ингердах — село в Ахвахском районе Дагестана. Административный центр сельского поселения «Сельсовет „Ингердахский“».

## Географическое положение
Село расположено на реке Карак (бассейн р. Ахвах), в 5 км к востоку от районного центра — села Карата.

## Население
| 1888 | 1895  | 1926  | 1939 | 1959 | 1970 | 1989  |
| ---- | ----- | ----- | ---- | ---- | ---- | ----- |
| 446  | ↗490  | ↗531  | ↗672 | ↘639 | ↗707 | ↗1000 |
| 2002 | 2010  | 2021  |      |      |      |       |
| ↘883 | ↗1063 | ↗1413 |      |      |      |       |

## История
Центр сельского общества (в XIX в.).

## Достопримечательности
Поселение средневековья.